# Гиссарская операция

## Начало боев
Вооружённый межклановый внутриэтнический конфликт в Таджикистане между сторонниками центральной власти и различными группировками в лице Объединённой таджикской оппозиции привёл в конечном счёта к гражданской войне.
Оппозиция в военно-политическом отношении стала зависеть от гармских исламистов, что оттолкнуло от неё душанбинцев, курган-тюбинцев и бадахшанцев. Увеличилась поддержка кулябских сторонников Народного фронта, которых Узбекистан начал снабжать оружием. На территории Узбекистана были сформированы, вооружены и обучены отряды узбеков из Таджикистана. Среди них выделялся бывший офицер Советской Армии, участник афганской войны Махмуд Худойбердыев. В начале сентября эти отряды захватили Гиссарскую долину, где возникла новая группировка «юрчиков» — Гиссарско-Турсунзадеская. Она перерезала железную дорогу, соединяющую Душанбе с внешним миром и над Душанбе, Гармом и Памиром нависла угроза голода.
Отряды оппозиции собирались бросить свои войска на захват районного центра Гиссар что находится в 23 км западнее столицы Душанбе. Для того, чтобы изменить ситуацию в свою пользу, рано утром 20 сентября колонна в составе двух десятков грузовиков направилась в сторону Гиссара. Оппозиционеры заняли ряд кишлаков, находящихся в направлении, где располагалася Гиссар. Но, не доезжая до районного центра десяти километров в местечке Шаамбары, колонна нарвалась на засаду, организованную Народным Фронтом. После трёхчасового ожесточённого боя отряды оппозиции вынуждены были отступить для перегруппировки.
С наступлением сумерек боевики попытались вновь организовать наступление, но все их попытки были отражены. В результате обе стороны потеряли более двухсот человек. Противоборствующие стороны активно применяли РПГ-7, РПГ-22.